# Wilfried Heller

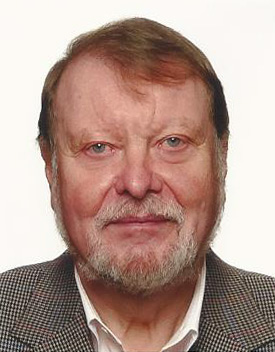
Wilfried Heller (2013)

Wilfried Heller (* 8. Mai 1942 in Littmitz, Landkreis Elbogen, Böhmen) ist ein deutscher Geograph und emeritierter Professor für Sozial- und Kulturgeographie. Schwerpunkte seiner Lehr- und Forschungstätigkeit sind Raumstrukturwandel und Migrationsforschung in Deutschland und Südosteuropa.

## Leben
Wilfried Heller besuchte die Volksschule in Ramsau bei Berchtesgaden und das Gymnasium in Berchtesgaden. Im Anschluss daran studierte er von 1962 bis 1970 Geographie, Germanistik, Geschichte, Pädagogik und Philosophie an den Universitäten Heidelberg und Erlangen. Von 1967 bis 1970 war er Mitglied und Stipendiat des interdisziplinären Doktorandenkollegs im Collegium Academicum der Universität Heidelberg. 1969 wurde er von der Universität Heidelberg im Hauptfach Geographie (Nebenfächer Alte Geschichte sowie Mittlere und Neuere Geschichte) promoviert. 1970 legte er das Staatsexamen für das Lehramt an Gymnasien in den Fächern Deutsch, Geographie und Geschichte in Heidelberg ab. Von 1970 bis 1976 bzw. 1978 bis 1979 war er wissenschaftlicher Mitarbeiter und Assistent am Geographischen Institut der Universität Göttingen. Von 1976 bis 1978 forschte er mit einem Habilitationsstipendium der Deutschen Forschungsgemeinschaft; 1978 habilitierte er sich im Fachbereich Empirische Human- und Sozialwissenschaften der Philosophischen Fakultät der Universität Göttingen.
Von 1979 bis 1982 war Wilfried Heller als Referent und Geschäftsführer der Zentralen Arbeitsstelle Studienreform beim Niedersächsischen Ministerium für Wissenschaft und Kunst (Minister Eduard Pestel, Kabinett Ernst Albrecht) in Hannover tätig. Von August 1982 bis März 1994 war er Professor am Geographischen Institut der Universität Göttingen, anschließend lehrte er bis zu seiner Pensionierung 2007 Sozial-, Kultur- und Wirtschaftsgeographie mit besonderer Berücksichtigung der Migrationsforschung an der Universität Potsdam.

## Auszeichnungen
- 1999: Ehrenprofessur der Universität Bukarest[1]
- 2003: Ehrendoktor der Babeș-Bolyai-Universität Cluj in Cluj-Napoca (dt. Klausenburg), Rumänien[1]
- 2003: Distinguished Visitor Award als Gastwissenschaftler der University of Auckland (School of European Languages and Literature, School of Geography and Environmental Science), Neuseeland, Okt. bis Dez. 2003[1]
- 2006: Ehrendoktor der Universität Bukarest[1]
- 2007: Honorary Academic Associate in the School of European Languages and Literature, University of Auckland, Neuseeland, Februar und März 2007[1]
- 2013: Sudetendeutscher Kulturpreis für Wissenschaft[1]
- 2017: Egerländer Kulturpreis „Johannes-von-Tepl“ für Wissenschaft[1]

## Schriften (Auswahl)
Heller ist Autor von mehr als 200 wissenschaftlichen Beiträgen (Monographien, Aufsätzen, Rezensionen, Artikeln usw.), davon fast drei Viertel in alleiniger Autorenschaft. Wichtige Arbeiten sind (Auswahl):
Monographien:
- Der Fremdenverkehr im Salzkammergut. Studie aus geographischer Sicht. Heidelberg 1970 (Dissertation; 224 Seiten mit 34 Tabellen; 15 Karten als Beilagen).
- Regionale Disparitäten und Urbanisierung in Griechenland und Rumänien – Aspekte eines Vergleichs ihrer Formen und Entwicklung in zwei Ländern unterschiedlicher Gesellschafts- und Wirtschaftsordnung seit dem Ende des Zweiten Weltkriegs. Göttingen 1979 (Habilitationsschrift, 315 Seiten).
- Klingenthal – quo vadis? Auswirkungen des gesellschaftlichen Umbruchs in einer Kleinstadt an der sächsisch-böhmischen Grenze. Chemnitz 1995 (Beiträge zur Kommunal- und Regionalentwicklung, H. 15, 54 Seiten).
- Innenansichten aus dem post-sozialistischen Rumänien. Sozioökonomische Transformation, Migration und Entwicklungsperspektiven im ländlichen Raum. Berlin 1999 (Berlin Verlag Arno Spitz, 227 Seiten).
- The „Bohemians“ of New Zealand – an ethnic group? Auckland 2005 (Germanica Pacifica Studies, 1, The University of Auckland; unter Mitwirkung von James Braund; 56 Seiten).
- Von „Horea“ zu „Hans“ – Irrungen und Wirrungen der Securitate Rumäniens im Spiegel zweier Akten. Hermannstadt/Bonn 2014 (Schiller Verlag; 152 Seiten, davon 24 Farbfotoseiten).
- Rumänien – Bilder aus einer verlorenen Zeit. Eine fotografische Landeskunde Rumäniens vor und nach der Wende. Hermannstadt/Bonn 2020 (Schiller Verlag; DIN-A4-Format, 256 Seiten mit 738 Fotos).
- Zwischen Herkunft und Neuanfang. Biographische Skizze eines Vertriebenen aus dem Egerland (Böhmen). London/Berlin 2021 (Verlag Inspiration Un Limited, 112 Seiten).

Herausgegebene Sammelbände:
- Migration und sozioökonomische Transformation in Südosteuropa. München 1997 (Südosteuropa-Studien, Band 59; 326 Seiten).
- Romania: Migration, Socio-economic Transformation and Perspectives of Regional Development. München 1998 (Südosteuropa-Studien, Band 62; 342 Seiten).
- Abwanderungsraum Albanien – Zuwanderungsziel Tirana. Potsdam 2003 (Praxis Kultur- und Sozialgeographie, H. 27; 120 Seiten).
- Identitäten und Imaginationen der Bevölkerung in Grenzräumen – Ostmittel- und Südosteuropa im Spannungsfeld von Regionalismus, Zentralismus, europäischem Integrationsprozess und Globalisierung. Berlin 2011 (LIT Verlag, Reihe Region–Nation–Europa, Band 64; 312 Seiten).
- Verschwundene Orte. Zwangsaussiedlungen, Neuansiedlungen und verschwundene Orte in ehemals deutschen Siedlungsgebieten Ostmitteleuropas. London / Berlin 2018 (2., erweiterte Auflage) (Verlag Inspiration Un Limited; 167 Seiten).
- Jüdische Spuren im ehemaligen Sudetenland. London / Berlin 2019 (Verlag Inspiration Un Limited; 165 Seiten).
- Aus der Sicht verschiedener Generationen ‒ Vertreibung aus dem Egerland und Eingliederung in Deutschland. Beiträge einer Tagung in Wildstein (Skalná), Kreis Eger (Cheb), Tschechische Republik, vom 13. bis 15. Oktober 2023 Berlin 2024 (Verlag Inspiration Unlimited; 83 Seiten).

Sammelbände, die mit anderen Autoren herausgegeben wurden:
- Heller, Wilfried / Jordan, Peter / Kahl, Thede / Sallanz, Josef (Hrsg.): Ethnizität im Wandel. Zur Situation der nationalen Minderheiten in Rumänien nach der Wende. Wien, Berlin 2006 (LIT Verlag, Wiener Osteuropa Studien, Band 21; 162 Seiten).
- Heller, Wilfried / Becker, Jörg / Belina, Bernd / Lindner, Waltraud (Hrsg.): Ethnizität in der Globalisierung. Zum Bedeutungswandel ethnischer Kategorien in Transformationsländern Südosteuropas. München 2007 (Südosteuropa-Studien, Band 74; 346 Seiten).
- Heller, Wilfried / Sallanz, Josef (Hrsg.): Die Dobrudscha – ein neuer Grenzraum in der Europäischen Union. Sozioökonomische, ethnische, politisch-geographische und ökologische Probleme. München 2009 (Südosteuropa-Studien, Band 76; 234 Seiten).
- Heller, Wilfried / Arambaşa, Mihaela Narcisa (Hrsg.): Am östlichen Rand der EU: Geopolitische, ethnische und nationale sowie ökonomische und soziale Probleme und ihre Folgen für die Grenzraumbevölkerung. Potsdam 2009 (Potsdamer Geographische Forschungen, Band 28; 190 Seiten).

Artikel
- Komponenten räumlichen Verhaltens von Gastarbeitern in der Bundesrepublik Deutschland, mit besonderer Berücksichtigung von Griechen in ausgewählten Orten (Göttingen, Hannoversch Münden und Kassel). Berichte zur deutschen Landeskunde, Bd. 53, 1979, H. 1, S. 5–34.
- Binnenmigration in der Türkei – Fallstudien zu ihrer sozialen und sozialräumlichen Situation. Migration: a European journal of international migration and ethnic relations (hrsg. v. Berliner Institut für Vergleichende Sozialforschung), 1989, 6, S. 55–96.
- (Zusammen mit anderen Autoren: Heller, Wilfried / Bürkner, Hans-Joachim / Hofmann, Hans-Jürgen): Migration, Segregation und Integration von Aussiedlern – Ursachen, Zusammenhänge und Probleme. In: Erlanger Forschungen, Reihe A – Geisteswissenschaften. Bd. 95, 2002, S. 79–108 (hrsg. v. Heller, Hartmut: Neue Heimat Deutschland, Erlangen).
- Ethnizität und Globalisierung. Zum Bedeutungswandel ethnischer Kategorien in Transformationsländern. In: Geographische Zeitschrift. 2004, H. 1+2, S. 21–38.
- Heimat – ein selbstverständlicher Begriff? In: Schönere Heimat. Zeitschrift des Bayerischen Landesvereins für Heimatpflege e. V. München 2009, H. 1, S. 3–10.
- Who moves within the Country? Who Emigrates? Who Immigrates? Current Migrational Trends in Romania. In: Institut für Ost- und Südosteuropaforschung (Hrsg.): Südosteuropa. Jg. 61, 2013, H. 2, S. 244–267.
- Auswanderer des 19. Jahrhunderts aus Böhmen nach Neuseeland und ihre Nachkommen. In: Deutsches Kulturforum östliches Europa (Hrsg.): Nach Übersee. Deutschsprachige Auswanderer aus dem östlichen Europa um 1900. Potsdam 2015, S. 56–89 (Abhandlung mit 3 Karten und 4 Fotos) sowie S. 267–271 (ausgewählte Literatur).
- Lipnice – a historic-geographic portrait of a vanished village of Cheb region (Bohemia). In: The Institute of History. Academy of Sciences of the Czech Republic Prague (Hrsg.): Historická Geografie. 42/1, 2016, S. 83–112.
- Grenzen als Themen der Humangeographie. In: Petsche, Hans-Joachim (Hrsg.): Grenzen im Fokus der Wissenschaften. Eine multidisziplinäre Vorlesungsreihe (Universität Potsdam im Sommersemester 2015). Berlin 2016, S. 121–152. (Reihe: studieren++. Konzepte – Perspektiven – Kompetenzen. Hrsg. v. Hans-Joachim Petsche; Bd. 3, trafo Wissenschaftsverlag).